# Condado de Talladega
El condado de Talladega es un condado de Alabama, Estados Unidos. Su nombre proviene de un pueblo indio llamado «Talatigi» en idioma creek, que significa ‘Pueblo de la frontera’. Tiene una población de 80 321 habitantes. La sede del condado es la ciudad de Talladega.

## Historia
Antes de que se asentamiento euro-americano donde en la actualidad se encuentra el condado de Talladega fue territorio de la tribu abihka de la confederación creek..
Establecido en 18 de diciembre de 1832, desde que la tribu creek cediera sus tierras cerca del centro geográfico del estado. La sede del condado se estableció en Talladega en 1834.

## Geografía
De acuerdo con la Oficina del Censo de los Estados Unidos, el condado tiene un área de 760 millas (1.969 km²) de terreno 21 millas (54 km²) del territorio es agua (2.73 %)

### Autopistas principales
- Interstate 20
- U.S. Highway 78
- U.S. Highway 231
- U.S. Highway 280
- State Route 21
- State Route 34
- State Route 76
- State Route 77

### Red ferroviaria
- CSX Transportation
- Norfolk Southern Railway
- Amtrak
- Eastern Alabama Railway

### Condados adyacentes
- Condado de Calhoun (Alabama) - norte
- Condado de Cleburne (Alabama) - nordeste
- Condado de Clay (Alabama) - este
- Condado de Coosa (Alabama) - sur
- Condado de Shelby (Alabama) - suroeste
- Condado de St. Clair (Alabama) - noroeste

### Parque nacional protegido
- Parque nacional de Talladega

## Demografía
Al igual que el censo del 2000, donde había 80 321 habitantes censados, 30 674 casas y 21 901 familias residiendo en el condado. La densidad de la población fue de 109 habitantes por milla cuadrada (42/km²). Había 34 469 alojamientos unidos en una densidad cercana a 47 por milla cuadrada (18/km²). El índice racial del condado fue 67,02% blancos, 31.55 afroamericanos, 0,23% nativos americanos, 0,20% asiáticos, 0'02% de las islas del pacífico, 0,27% de otras razas y el 0,71% eran mestizos. Cerca del 1,01% hispanoamericana.
Había 30.674 hogares, de los cuales 32,10% que las habitaban eran menores de 18 años; 52,40% eran matrimonios viviendo juntos, 15,20 de los propietarios eran mujeres solteras, 28,60% no vivían nadie, 25,90% fueron fabricadas como individuales, y 10,60% vivían solos tenían 65 años o más, el tamaño de una individual era de 2,50 y la familiar de 3,00.
En el condado, la población fue creciendo un 25% aquellos que tenían menos de 18 años, 9% de 18-24 años, 28,80% de 25-44 años, 23,90% de 45-64 años, y 13,30% quienes tenían 65 años o más. La edad mediana era de 37 años. Por cada 100 mujeres había 95,70 hombres. Por cada 100 mujeres de 18 o más había 93,50 hombres.
La mediana de ingresos por hogar en el condado fue de 31 628 $, y la mediana de ingresos por familia fue de 38 004 $. los hombres tenían una mediana de ingresos de 30 526 por el contrario que las mujeres que ganan solo 21 040 $. La renta per cápita del condado fue de 15 704 $. Cerca del 13,90 para las familias y 17,60% para la población que vivía en el umbral de la pobreza, incluyendo el 24,70% de aquellos que eran menores de 18 años y 18,20 para los habitantes de 65 años o más.

## Localidades
- Bon Air
- Childersburg (parte de Childersburg se encuentra en el condado de Shelby)
- Gantts Quarry
- Lincoln
- Mignon
- Munford
- Oak Grove
- Oxford (parte de Oxford se encuentra en el condado de Calhoun)
- Sylacauga
- Talladega
- Talladega Springs
- Vincent (parte de Vincent se encuentra en el condado de Shelby y en St. Clair)
- Waldo